# Chalmers (Indiana)
Chalmers és una població dels Estats Units a l'estat d'Indiana. Segons el cens del 2000 tenia 513 habitants.

## Demografia
Segons el cens del 2000, Chalmers tenia 513 habitants, 185 habitatges, i 133 famílies. La densitat de població era de 792,3 habitants per km².
Dels 185 habitatges en un 40% hi vivien nens de menys de 18 anys, en un 60,5% hi vivien parelles casades, en un 8,6% dones solteres, i en un 28,1% no eren unitats familiars. En el 23,2% dels habitatges hi vivien persones soles el 13% de les quals corresponia a persones de 65 anys o més que vivien soles. El nombre mitjà de persones vivint en cada habitatge era de 2,77 i el nombre mitjà de persones que vivien en cada família era de 3,32.
Per edats la població es repartia de la següent manera: un 31,6% tenia menys de 18 anys, un 7,2% entre 18 i 24, un 32,4% entre 25 i 44, un 18,9% de 45 a 60 i un 9,9% 65 anys o més.
L'edat mediana era de 33 anys. Per cada 100 dones de 18 o més anys hi havia 90,8 homes.
La renda mediana per habitatge era de 51.591 $ i la renda mediana per família de 55.833 $. Els homes tenien una renda mediana de 31.667 $ mentre que les dones 21.518 $. La renda per capita de la població era de 19.258 $. Entorn del 5,4% de les famílies i el 3,6% de la població estaven per davall del llindar de pobresa.

## Poblacions més properes
El següent diagrama mostra les poblacions més properes.